# Dickinsia
Dickinsia là chi thực vật có hoa trong họ Apiaceae.